# Federazione Italiana di Atletica Leggera

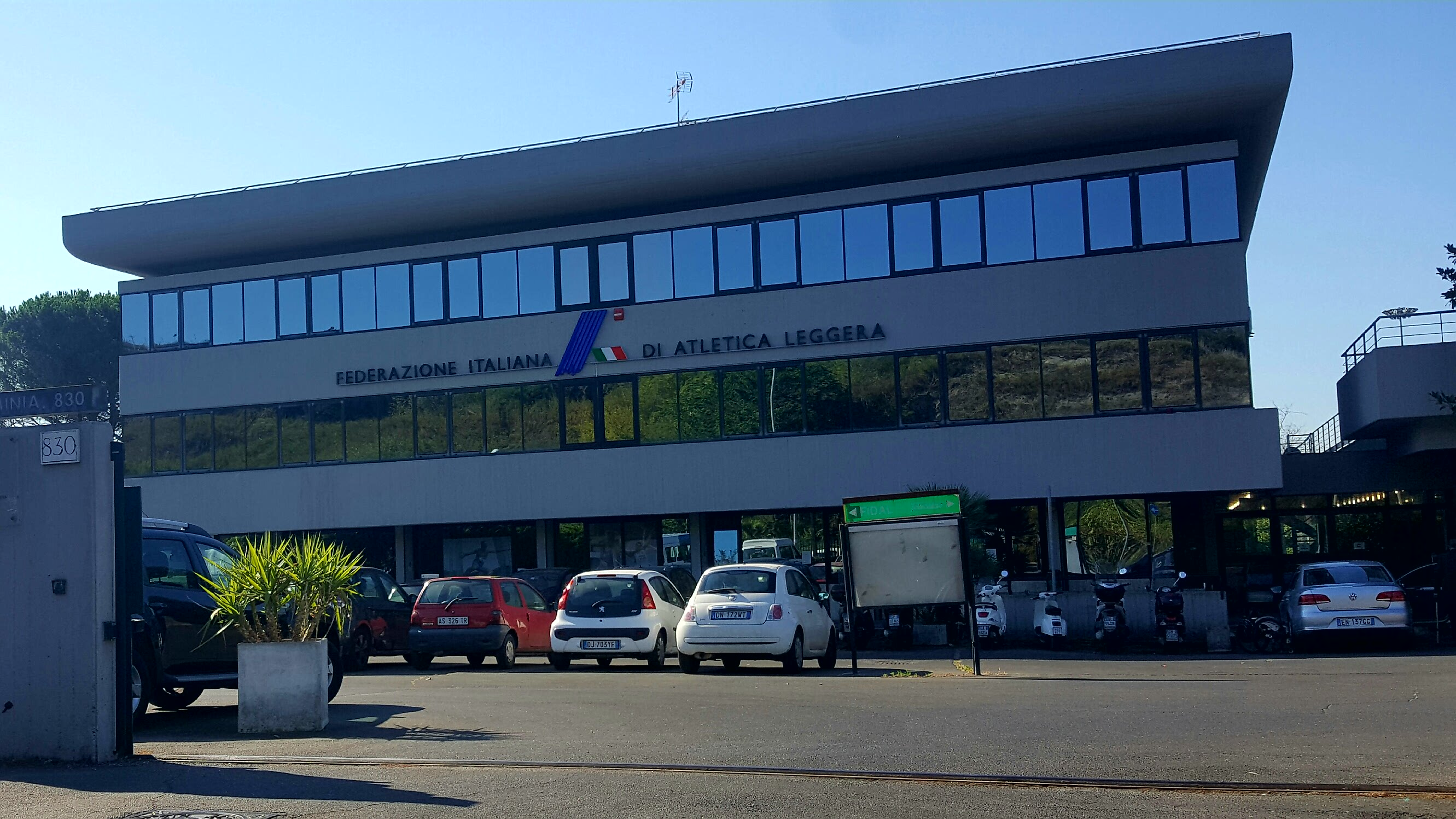
Sede della Federazione a Roma

La Federazione Italiana di Atletica Leggera (FIDAL) è una federazione sportiva che ha il compito di promuovere la pratica dell'atletica leggera e coordinarne le attività dilettantistiche ed agonistiche dell'atletica Italiana.

## Storia
La prima struttura autonoma ad organizzare manifestazioni podistiche in Italia fu la Unione Podistica Torinese (UPT) che nacque a Torino il 4 agosto 1897.
Il 1º aprile 1899, sotto la Presidenza di Mario Luigi Mina, la U.P.T. cambiò denominazione in Unione Podistica Italiana (U.P.I.), sostituita il 21 ottobre 1906, su iniziativa de La Gazzetta dello Sport, dalla Federazione Podistica Italiana (F.P.I.).
Nel Congresso di Milano dell'8 ottobre 1909, la F.P.I. assunse il nome di Federazione Italiana Sports Atletici (F.I.S.A.), il cui primo atto fu quello di rendere nota la tabella dei primati italiani.
Nel Congresso tenuto il 21 dicembre 1924, alcune società, principalmente liguri e piemontesi, si distaccarono dalla F.I.S.A. per costituire l'Unione Italiana Sports Atletici (U.I.S.A.). La Federazione riacquistò la sua unità il 27 maggio 1925, assumendo infine, nel Congresso di Firenze del 12 dicembre 1926, la denominazione di Federazione Italiana di Atletica Leggera (F.I.D.A.L.).
Il 19 marzo 1927 il P.N.F. a mezzo del Presidente del CONI Lando Ferretti nominò l'on. Leandro Arpinati Presidente sia della F.I.D.A.L. che della F.I.G.C..
L'attività femminile agli inizi fu organizzata dalla Federazione Italiana Atletica Femminile (F.I.A.F.), costituita a Milano nel 1923. La F.I.A.F, in base alla "Carta dello Sport", il 1º gennaio 1929 venne assorbita dalla F.I.D.A.L., Federazione elencata nella Legge 16.2.1942, n. 426.
Nel 2019 la F.I.D.A.L. ha ammesso per la prima volta l'affiliazione di una società non italiana, l'Athletica Vaticana, basata nella Città del Vaticano.
| L'oscillazione dl numero degli atleti tesserati FIDAL dal 1999 al 2023 |

## Organigramma
Il suo attuale presidente è Stefano Mei, succeduto ad Alfio Giomi nel 2021.
È affiliata al Comitato olimpico nazionale italiano (CONI) e all'European Athletic Association (EAA), oltre che alla World Athletics.

### Consiglio federale
- Presidente:
  - Stefano Mei[8]

- Presidente onorario:
  - - [8]

- Presidente collegio dei revisori dei conti:
  - Carlo Cinotti (Presidente) Alessandro Fiore  Vittorio Silvestri

- Segretario generale:
  - Alessandro Londi[8]

- Membro del consiglio World Athletics:
  - Anna Riccardi[8]

- Consiglieri:
  - Alessio Piscini (Vicepresidente Vicario), Manuela Levorato (Vicepresidente), Ester Balassini, Zahra Bani, Carlo Cantales, Domenico Di Molfetta, Salvatore Gebbia, Maurizio Affò, Alberto Milardi, Alessandra Palombo, Matteo Redolfi, Simone Rocchetti

## Organi territoriali
La federazione conta 21 comitati regionali, che comprendono a loro volta un numero variabile di comitati provinciali:
| Comitati territoriali                     | Comitati provinciali                      | Sede                                      | Sito                                                                 |
| ----------------------------------------- | ----------------------------------------- | ----------------------------------------- | -------------------------------------------------------------------- |
| Abruzzo                                   | Abruzzo                                   | Abruzzo                                   | fidalabruzzo.org                                                     |
| Abruzzo                                   | Chieti                                    | Chieti                                    | fidalchieti.it                                                       |
| Abruzzo                                   | L'Aquila                                  | Avezzano                                  |                                                                      |
| Abruzzo                                   | Pescara                                   | Pescara                                   |                                                                      |
| Abruzzo                                   | Teramo                                    | Teramo                                    |                                                                      |
| Basilicata                                | Basilicata                                | Basilicata                                | fidalbasilicata.it                                                   |
| Basilicata                                | Matera                                    | Matera                                    |                                                                      |
| Basilicata                                | Potenza                                   | Lauria                                    |                                                                      |
| Calabria                                  | Calabria                                  | Calabria                                  | fidalcalabria.it                                                     |
| Calabria                                  | Catanzaro                                 | Santa Maria di Catanzaro                  |                                                                      |
| Calabria                                  | Cosenza                                   | Cosenza                                   |                                                                      |
| Calabria                                  | Crotone                                   | Crotone                                   |                                                                      |
| Calabria                                  | Reggio Calabria                           | Reggio Calabria                           |                                                                      |
| Calabria                                  | Vibo Valentia                             | Vena di Ionadi                            |                                                                      |
| Campania                                  | Campania                                  | Campania                                  | fidalcampania.com                                                    |
| Campania                                  | Avellino                                  | Avellino                                  |                                                                      |
| Campania                                  | Benevento                                 | Benevento                                 |                                                                      |
| Campania                                  | Caserta                                   | Caserta                                   |                                                                      |
| Campania                                  | Napoli                                    | Napoli                                    |                                                                      |
| Campania                                  | Salerno                                   | Salerno                                   | fidalsalerno.it                                                      |
| Emilia-Romagna e Repubblica di San Marino | Emilia-Romagna e Repubblica di San Marino | Emilia-Romagna e Repubblica di San Marino | emiliaromagna.fidal.it                                               |
| Emilia-Romagna                            | Bologna                                   | Bologna                                   | fidalbologna.it                                                      |
| Emilia-Romagna                            | Ferrara                                   | Ferrara                                   |                                                                      |
| Emilia-Romagna                            | Forlì                                     | Forlì                                     |                                                                      |
| Emilia-Romagna                            | Modena                                    | Modena                                    |                                                                      |
| Emilia-Romagna                            | Parma                                     | Parma                                     | fidalparma.it                                                        |
| Emilia-Romagna                            | Piacenza                                  | Piacenza                                  | fidalpc.it                                                           |
| Emilia-Romagna                            | Ravenna                                   | Ravenna                                   |                                                                      |
| Emilia-Romagna                            | Reggio Emilia                             | Reggio Emilia                             |                                                                      |
| Emilia-Romagna                            | Rimini                                    | Riccione                                  |                                                                      |
|                                           | San Marino                                | San Marino                                |                                                                      |
| Friuli-Venezia Giulia                     | Friuli-Venezia Giulia                     | Friuli-Venezia Giulia                     | fvg.fidal.it                                                         |
| Friuli-Venezia Giulia                     | Udine                                     | Udine                                     |                                                                      |
| Friuli-Venezia Giulia                     | Pordenone                                 | Pordenone                                 |                                                                      |
| Friuli-Venezia Giulia                     | Trieste                                   | Trieste                                   |                                                                      |
| Friuli-Venezia Giulia                     | Gorizia                                   | Gorizia                                   |                                                                      |
| Lazio                                     | Lazio                                     | Lazio                                     | fidallazio.org                                                       |
| Lazio                                     | Frosinone                                 | Frosinone                                 | fidalfrosinone.it                                                    |
| Lazio                                     | Latina                                    | Latina                                    | nuke.fidallatina.org Archiviato l'8 agosto 2011 in Internet Archive. |
| Lazio                                     | Rieti                                     | Rieti                                     | fidalrieti.it                                                        |
| Lazio                                     | Roma                                      | Roma                                      | fidalcproma.it                                                       |
| Lazio                                     | Roma sud                                  | Lanuvio                                   | fidalromasud.it                                                      |
| Lazio                                     | Viterbo                                   | Viterbo                                   | fidalviterbo.com                                                     |
| Liguria                                   | Liguria                                   | Liguria                                   | https://liguria.fidal.it/                                            |
| Liguria                                   | Genova                                    | Genova                                    |                                                                      |
| Liguria                                   | Imperia                                   | Imperia                                   |                                                                      |
| Liguria                                   | La Spezia                                 | La Spezia                                 |                                                                      |
| Liguria                                   | Savona                                    | Savona                                    |                                                                      |
| Lombardia                                 | Lombardia                                 | Lombardia                                 | fidal-lombardia.it                                                   |
| Lombardia                                 | Bergamo                                   | Bergamo                                   | fidalbergamo.it                                                      |
| Lombardia                                 | Brescia                                   | Brescia                                   | fidalbrescia.it                                                      |
| Lombardia                                 | Como-Lecco                                | Como                                      | fidal-comolecco.it                                                   |
| Lombardia                                 | Cremona                                   | Cremona                                   | fidalcremona.it                                                      |
| Lombardia                                 | Mantova                                   | Mantova                                   |                                                                      |
| Lombardia                                 | Milano-Lodi                               | Milano                                    | fidalmilano.it                                                       |
| Lombardia                                 | Pavia                                     | Pavia                                     | fidalpavia.it                                                        |
| Lombardia                                 | Sondrio                                   | Sondrio                                   | fidalsondrio.it                                                      |
| Lombardia                                 | Varese                                    | Varese                                    | fidalvarese.it                                                       |
| Marche                                    | Marche                                    | Marche                                    | fidalmarche.com                                                      |
| Marche                                    | Ancona                                    | Ancona                                    |                                                                      |
| Marche                                    | Ascoli Piceno                             | Ascoli Piceno                             |                                                                      |
| Marche                                    | Fermo                                     | Fermo                                     |                                                                      |
| Marche                                    | Macerata                                  | Porto Recanati                            |                                                                      |
| Marche                                    | Pesaro/Urbino                             | Fermignano                                |                                                                      |
| Molise                                    | Molise                                    | Molise                                    | fidalmolise.it                                                       |
| Molise                                    | Campobasso                                | Campobasso                                |                                                                      |
| Molise                                    | Isernia                                   | Isernia                                   |                                                                      |
| Piemonte                                  | Piemonte                                  | Piemonte                                  | fidalpiemonte.it                                                     |
| Piemonte                                  | Alessandria                               | Alessandria                               |                                                                      |
| Piemonte                                  | Asti                                      | Asti                                      |                                                                      |
| Piemonte                                  | Cuneo                                     | Cuneo                                     | fidalcuneo.it                                                        |
| Piemonte                                  | Novara                                    | Novara                                    | fidalnovara.com                                                      |
| Piemonte                                  | Torino                                    | Torino                                    |                                                                      |
| Piemonte                                  | Biella-Vercelli                           | Biella                                    |                                                                      |
| Piemonte                                  | Verbania-Cusio-Ossola                     | Domodossola                               |                                                                      |
| Puglia                                    | Puglia                                    | Puglia                                    | https://puglia.fidal.it/                                             |
| Puglia                                    | Bari                                      | Bari                                      | fidalbari.it                                                         |
| Puglia                                    | Brindisi                                  | Brindisi                                  | fidalbrindisi.it                                                     |
| Puglia                                    | Foggia                                    | Foggia                                    | www.fidalfoggia.com                                                  |
| Puglia                                    | Lecce                                     | Lecce                                     | fidal-lecce.it                                                       |
| Puglia                                    | Taranto                                   | Taranto                                   | fidal-taranto.it                                                     |
| Sardegna                                  | Sardegna                                  | Sardegna                                  | https://sardegna.fidal.it/                                           |
| Sardegna                                  | Cagliari                                  | Cagliari                                  |                                                                      |
| Sardegna                                  | Nuoro                                     | Nuoro                                     |                                                                      |
| Sardegna                                  | Oristano                                  | Oristano                                  |                                                                      |
| Sardegna                                  | Sassari                                   | Sassari                                   | fidalsassari.it                                                      |
| Sardegna                                  | Olbia Tempio                              | Olbia                                     |                                                                      |
| Sicilia                                   | Sicilia                                   | Sicilia                                   | fidalsicilia.it                                                      |
| Sicilia                                   | Agrigento                                 | Sciacca                                   |                                                                      |
| Sicilia                                   | Caltanissetta                             | Caltanissetta                             |                                                                      |
| Sicilia                                   | Catania                                   | Catania                                   | fidalcatania.com                                                     |
| Sicilia                                   | Enna                                      | Valguarnera                               | valguarnera.com/fidalenna                                            |
| Sicilia                                   | Messina                                   | Bordonaro                                 | fidalmessina.org                                                     |
| Sicilia                                   | Palermo                                   | Palermo                                   | fidalpalermo.com                                                     |
| Sicilia                                   | Ragusa                                    | Ragusa                                    |                                                                      |
| Sicilia                                   | Siracusa                                  | Solarino                                  | fidalsiracusa.altervista.org                                         |
| Sicilia                                   | Trapani                                   | Trapani                                   |                                                                      |
| Toscana                                   | Toscana                                   | Toscana                                   | https://toscana.fidal.it/                                            |
| Toscana                                   | Arezzo                                    | Arezzo                                    | fidalarezzo.it Archiviato il 18 gennaio 2012 in Internet Archive.    |
| Toscana                                   | Firenze                                   | Firenze                                   |                                                                      |
| Toscana                                   | Grosseto                                  | Grosseto                                  |                                                                      |
| Toscana                                   | Livorno                                   | Livorno                                   |                                                                      |
| Toscana                                   | Lucca                                     | Sant'Anna                                 |                                                                      |
| Toscana                                   | Massa Carrara                             | Carrara                                   |                                                                      |
| Toscana                                   | Pisa                                      | Pisa                                      | fidalpisa.com                                                        |
| Toscana                                   | Pistoia                                   | Pistoia                                   |                                                                      |
| Toscana                                   | Prato                                     | Prato                                     |                                                                      |
| Toscana                                   | Siena                                     | Siena                                     |                                                                      |
| Trentino-Alto Adige                       | Trentino-Alto Adige                       | Trentino-Alto Adige                       | -                                                                    |
| Bolzano                                   | -                                         | Bolzano                                   | fidal-bz.it                                                          |
| Trentino                                  | -                                         | Trento                                    | fidaltrentino.it                                                     |
| Umbria                                    | Umbria                                    | Umbria                                    | fidalumbria.it                                                       |
| Umbria                                    | Perugia                                   | Perugia                                   |                                                                      |
| Umbria                                    | Terni                                     | Terni                                     |                                                                      |
| Valle d'Aosta                             | Valle d'Aosta                             | Valle d'Aosta                             | -                                                                    |
| Valle d'Aosta                             | -                                         | Aosta                                     | https://valledaosta.fidal.it/                                        |
| Veneto                                    | Veneto                                    | Veneto                                    | veneto.fidal.it                                                      |
| Veneto                                    | Belluno                                   | Belluno                                   | fidalbelluno.it Archiviato il 4 ottobre 2012 in Internet Archive.    |
| Veneto                                    | Padova                                    | Padova                                    |                                                                      |
| Veneto                                    | Rovigo                                    | Rovigo                                    | sites.google.com/site/fidalrovigo                                    |
| Veneto                                    | Treviso                                   | Villorba                                  | fidaltreviso.it                                                      |
| Veneto                                    | Venezia                                   | Mestre                                    | fidalvenezia.it                                                      |
| Veneto                                    | Verona                                    | Verona                                    | fidalverona.it                                                       |
| Veneto                                    | Vicenza                                   | Vicenza                                   | fidalvicenza.it                                                      |

## Competizioni
- Campionati italiani assoluti di atletica leggera[11]
- Campionati italiani assoluti di atletica leggera indoor[11]
- Campionati italiani promesse di atletica leggera
- Campionati italiani juniores di atletica leggera
- Campionati italiani allievi di atletica leggera
- Campionati italiani cadetti di atletica leggera
- Campionati italiani di società di atletica leggera[11]
- Campionati italiani invernali di lanci[11]
- Campionato italiano skyrunning
- Coppa Italia di atletica leggera

## Record e migliori prestazioni italiane
- Record italiani di atletica leggera
- Migliori prestazioni italiane assolute di atletica leggera
- Record italiani juniores di atletica leggera
- Migliori prestazioni italiane allievi di atletica leggera
- Migliori prestazioni italiane cadetti di atletica leggera